# Yngve Rådberg
Yngve Rådberg, född i Vänersborg 1968, är en svensk målare.
Rådberg är utbildad vid Kungl. Konsthögskolan 1993 - 1998, och har bland annat ställt ut på Galleri Olsson, Konstnärshuset och Liljevalchs i Stockholm, Dunkers kulturhus i Helsingborg och på Galleri Marianne Ahnlund i Umeå . Han tilldelades Ester Lindahls stipendium 2001.